# Majskij
Majskij (russisk: Ма́йский) er en by i Republikken Kabardino-Balkaria i Rusland. Den ligger omkring 40 km nordøst for republikkens hovedstad Naltsjik. Den har et areal på 7 km², og en befolkning på 27.301 mennesker (2009), og ligger i en højde på 210 moh.
Den russiske militære udpost Prisjib blev grundlagt på stedet i 1819. Den blev omorganiseret til stanitsaen Prisjibskaja i 1829. I 1875 blev jernbanestationen Kotljarevskaja bygget tre kilometer syd for stanitsaen, og i 1888 dannede der sig en bosættelse omkring den. I 1920 blev bosættelsens navn ændret til Prisjibskij, og i 1925 til Majskij. I 1959 blev bosættelsen og stanitsaen slået sammen til den bymæssig bosættelse Majskij. Bystatus blev tildelt i 1965.